# Dioptrio
Un dioptrio es el sistema óptico formado por una sola superficie que separa dos medios de distinto índice de refracción. El dioptrio es un concepto útil a la hora de formular los principios básicos de la óptica geométrica ya que cualquier punto del dioptrio puede tomarse como eje óptico del sistema. Puede ser plano o esférico según sea esta superficie. 
- Un dioptrio esférico es una superficie esférica que separa dos medios de diferente índice de refracción. El estudio del dioptrio esférico tiene especial importancia en la óptica geométrica. Esto se debe a que en los espejos y en la lentes, los componentes fundamentales de los instrumentos ópticos, la luz se comporta siguiendo leyes similares a las del dioptrio esférico. Según el signo del radio de curvatura, se pueden distinguir dioptrios esféricos convexos, r>0, y cóncavos, r<0.

- Un dioptrio plano es toda superficie plana que separa dos medios transparentes de distinto índice de refracción.

En un dioptrio perfecto la ley de Snell para la refracción de la luz puede reformularse en función de la posición de un objeto s y del lugar donde se forma su imagen s´. La expresión que relaciona estas dos distancias se conoce como invariante de Abbe en honor a Ernst Abbe. Esta expresión es:
{\displaystyle n\left({\frac {1}{r}}-{\frac {1}{s}}\right)=n'\left({\frac {1}{r}}-{\frac {1}{s'}}\right)}
donde n y n' son los índices de refracción de los dos medios y r es el radio de curvatura del dioptrio.
Una lente puede construirse mediante la unión de dos dioptrios de diferente o igual curvatura. La ecuación de lentes delgadas se deduce a partir de la refracción de la luz en dos dioptrios.